# Досудове врегулювання господарських спорів
Досудо́ве врегулюва́ння господа́рських спо́рів – це послідовний комплекс дій направлений на безпосереднє вирішення спорів між підприємствами та організаціями з приводу порушених майнових прав і законних інтересів який застосовується до порушення судової процедури. Цей добровільний порядок врегулювання спору реалізується у формі претензійного провадження в який не втручається суд, і він не є стадією господарського процесу. Його використання є правом, а не обов’язком суб’єктів господарських правовідносин, оскільки встановлення законом обов’язкового досудового врегулювання спору обмежує можливість реалізації конституційного права на судовий захист. 
Досудове врегулювання господарських спорів становить самостійний правовий інститут, норми якого містяться в Господарському процесуальному кодексі України (Розділ ІІ) та інших нормативно-правових актах. Його значення полягає в тому, що він виступає правовим засобом, який дозволяє суб'єктам господарських відносин швидко за спрощеним порядком захищати порушені майнові права без втручання державних органів та зменшити навантаження на судову систему.

## Спори на які не поширюється порядок досудового врегулювання господарських спорів
- спори про визнання договорів недійсними;
- спори про визнання недійсними актів державних та інших органів, підприємств та організацій, які не відповідають законодавству і порушують права та охоронювані законом інтереси підприємств та організацій;
- спори про стягнення заборгованості за опротестованими векселями;
- спори про стягнення штрафів Національним банком України з банків та інших фінансово-кредитних установ;
- спори про звернення стягнення на заставлене майно.

## Порядок пред'явлення претензії
Підприємства та організації, що порушили майнові права і законні інтереси інших підприємств та організацій, зобов'язані поновити їх, не чекаючи пред'явлення претензії. Учасник господарських відносин, чиї права і законні інтереси порушено, з метою безпосереднього врегулювання спору з порушником цих прав та інтересів звертаються до нього з письмовою претензією.

## Порядок і строки розгляду претензії
Претензія розглядається в десятиденний строк, який обчислюється з дня одержання претензії. В тих випадках, коли обов'язковими для обох сторін  правилами або договором передбачено право перепровірки забракованої продукції (товарів) підприємством-виготовлювачем, претензії, пов'язані з якістю та комплектністю продукції (товарів), розглядаються протягом двох місяців. У разі необхідності сторони можуть звірити розрахунки, провести експертизу або вчинити інші дії необхідні для розгляду претензії по суті. Підприємства та організації, що одержали претензію, зобов'язані задовольнити обґрунтовані вимоги заявника. 
Про результати розгляду претензії заявник повідомляється у письмовій формі. Коли претензію відхилено повністю  або  частково, заявникові повинно  бути  повернуто  оригінали  документів, одержаних  з претензією, а також надіслано документи, що обгрунтовують відхилення претензії, якщо їх немає у заявника претензії.
Спори, що виникають при укладенні господарських договорів, можуть бути подані на вирішення господарського суду. Підприємство чи організація, які вважають за необхідне змінити чи розірвати договір, надсилають пропозиції про це другій стороні за договором. Підприємство, організація, які одержали пропозицію про зміну чи розірвання договору, відповідають на неї не пізніше 20 днів після  одержання пропозиції. Якщо підприємства і організації не досягли згоди щодо зміни чи розірвання договору, а також у разі неодержання відповіді у встановлений строк з урахуванням часу поштового обігу, заінтересована сторона має право передати спір на вирішення господарського суду.